# Ukraine (vélo)
Pour les articles homonymes, voir Ukraine (homonymie).

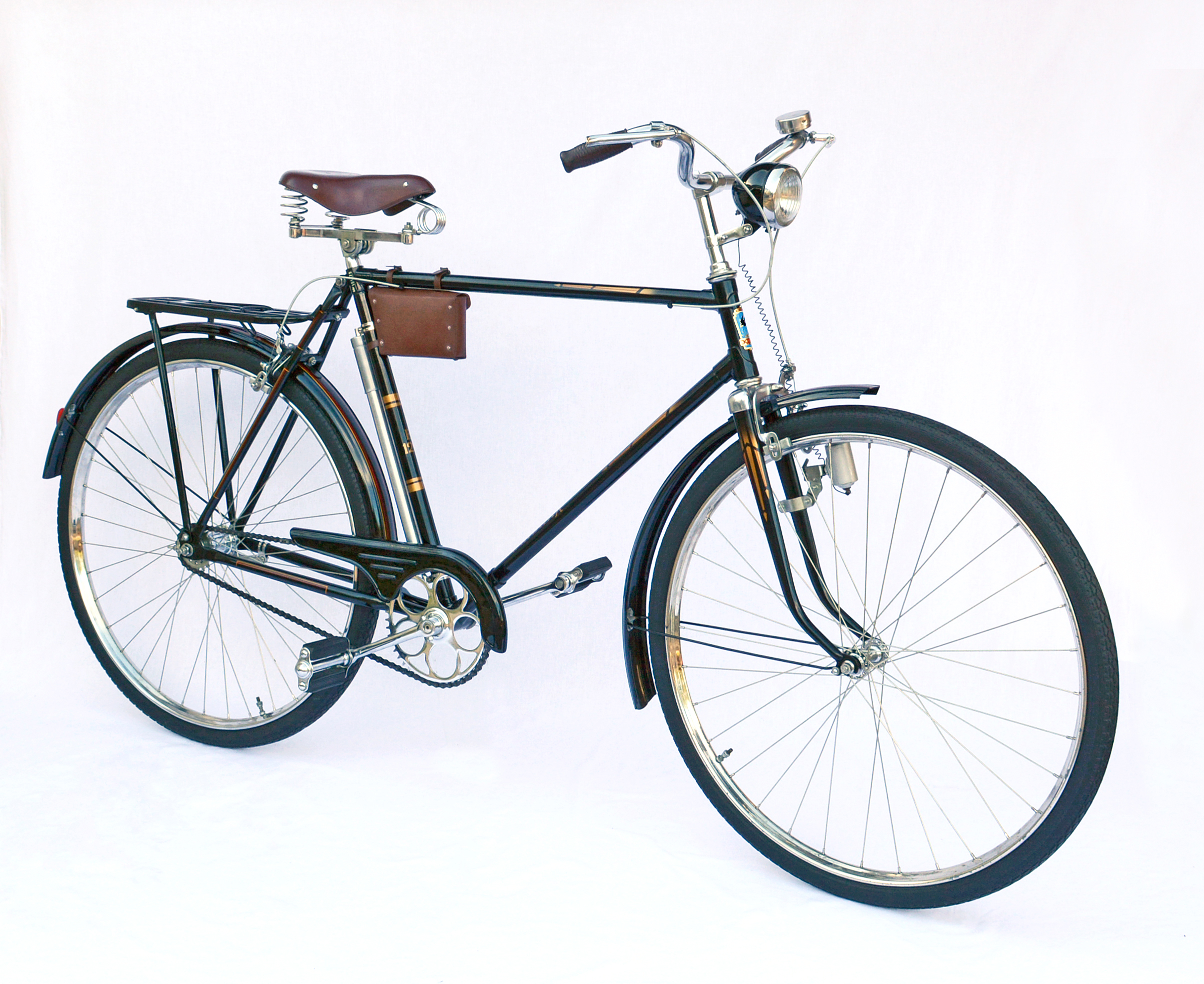
Vélo HVZ "Ukraine" B-120. Le premier modèle de la série d'après-guerre « Ukraine » fabriqué en 1960, équipé de freins à main supplémentaires

Ukraine est une série de vélos de route pour hommes produits par l'usine de vélos de Kharkiv. C'est la marque de vélo la plus populaire produite en URSS, pendant la période soviétique, puis en Ukraine à partir de 1991. Les modèles de vélos « Ukraine » ont connu une demande constante non seulement en URSS, mais ont également été exportés avec succès dans plus de 30 pays.

## Histoire
Pendant la Première Guerre mondiale, l'usine de bicyclettes de l'entrepreneur Alexander Leitner à Riga est déplacée à Kharkiv. Après le coup d'État bolchevique d'octobre 1917, l'entreprise est nationalisée et, en 1923, l'usine de vélos de Kharkiv reçoit le nom de All-Ukrainian Starosta et celui du patron G. I. Petrovsky, à la demande des travailleurs.

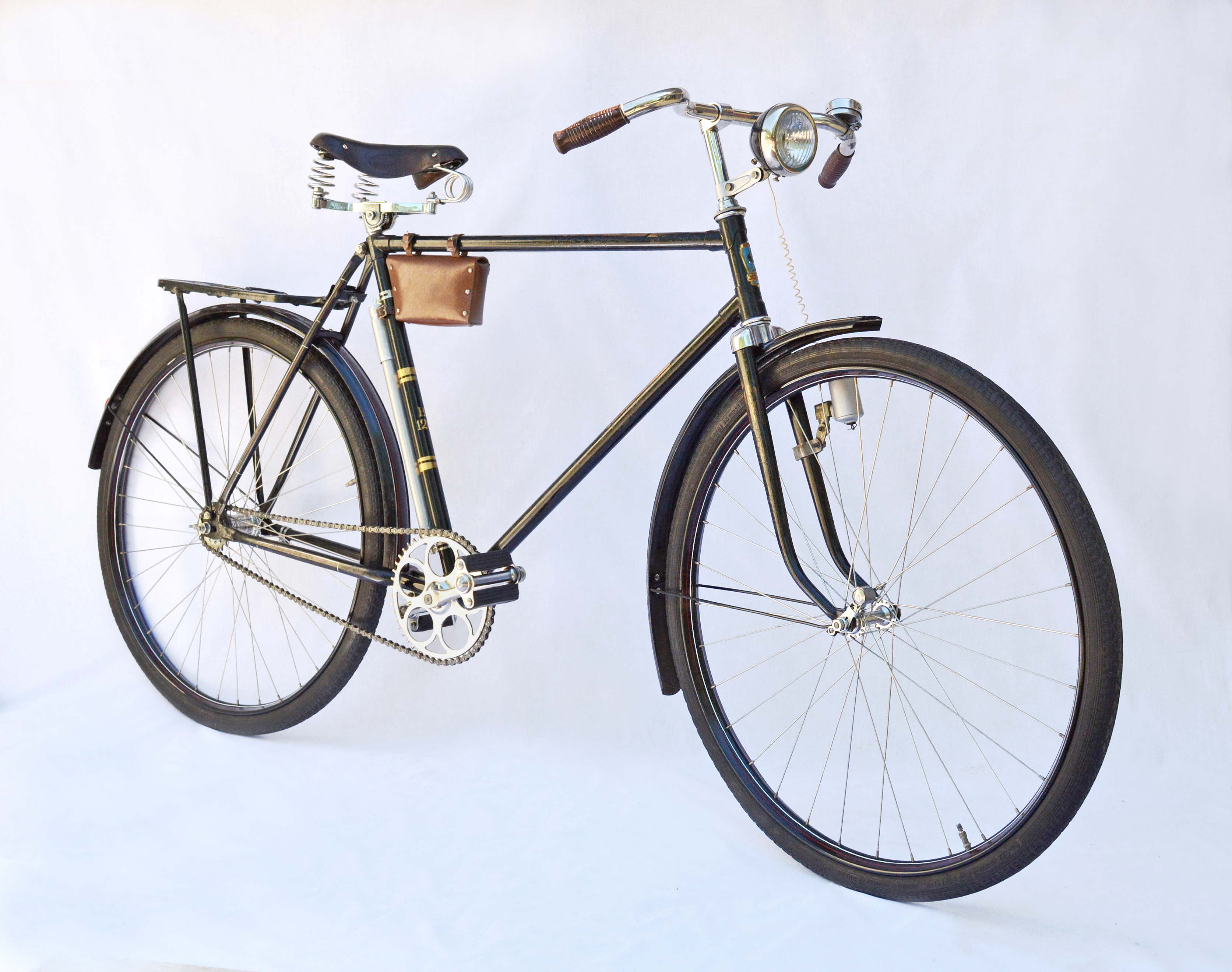
Vélo « Ukraine » B-120, modèle de série de production de 1961

En 1926, le premier modèle de vélo de route pour  hommes « Ukraine » est créé. Ce modèle de vélo conçu par l'usine de Leitner à l'époque pré-révolutionnaire est peu documenté sur la conception et le nombre de vélos fabriqués.
Jusqu'aux années 40, l'usine de Karkhiv augmente sa production avec de nouveaux modèles, jusqu'à atteindre la production d'un million de vélos. Pendant la Seconde Guerre mondiale, l'usine est évacuée vers l'est, dans la ville de Boukhara, en Ouzbékistan. Les équipements de production servent à la fabrication de produits militaires. En juin 1945, l'usine de vélos de Karkhiv renait et reprend sa production.
À partir de 1948, la production de masse de vélos est lancée, avec des modèles femmes et enfants.
Tout en développant sa production, l'usine construit des bâtiments résidentiels pour ses employés, une cantine et une bibliothèque, ainsi que des clubs de sport et de loisir.
En 1966, l'usine produit son 10 millionième vélo : c'est un modèle « Ukraine » B-130, et en 1979 un 20 millionième vélo sort de la chaîne de montage. Au moment de l'effondrement de l'URSS, ce chiffre atteint 30 millions.
À titre d'exemple, le coût d'un vélo B-134 sans équipement supplémentaire en 1969 est de 51 roubles soviétiques et 70 kopecks.
À partir de 2001, l'usine augmente sa capacité de production et élargit sa gamme de production.

## Caractéristiques générales des modèles

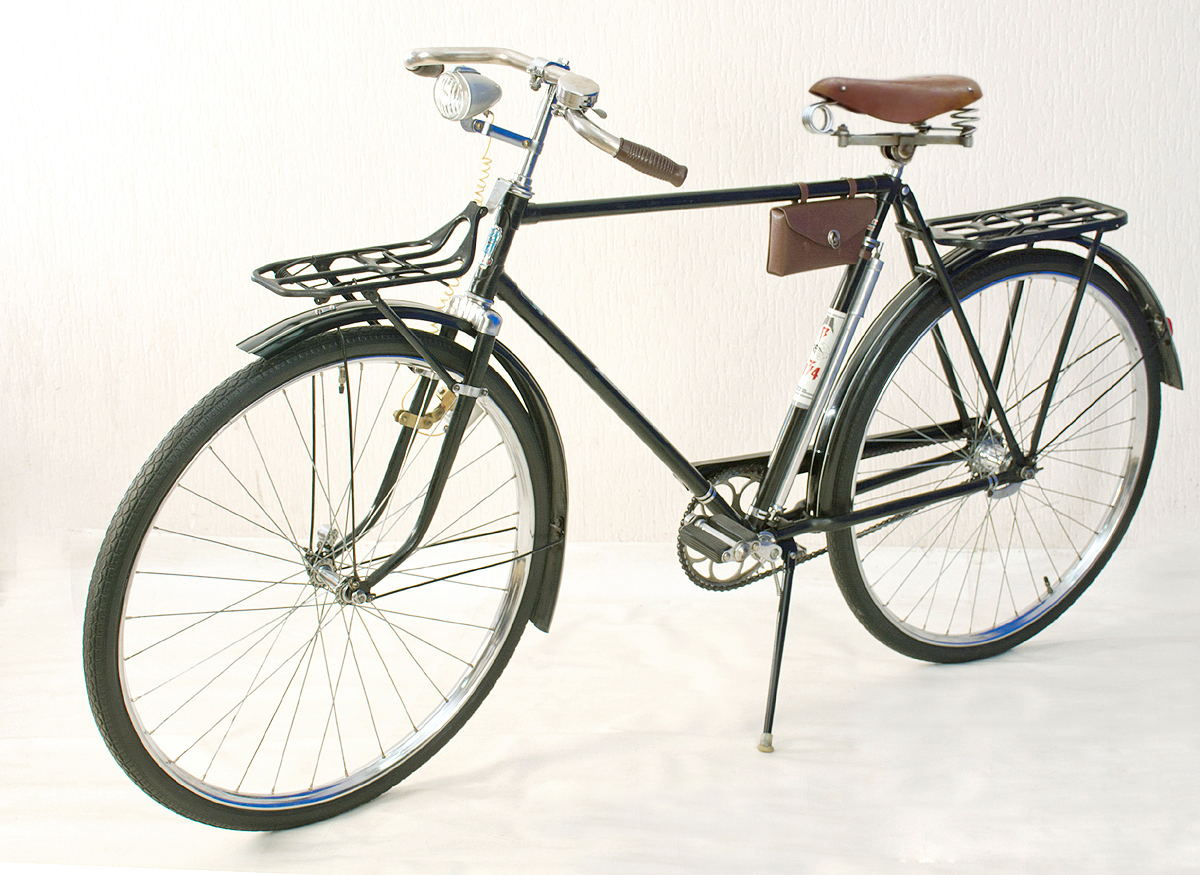
Vélo de route pour homme "Ukraine" B-134, fabriqué en 1969 en set complet

À l'exception de quelques modifications, tous les vélos « Ukraine » sont équipés d'un frein standard pour roue arrière de type HVZ « Torpedo ». Sur les premiers modèles, on trouve l'emblème en relief avec une étoile et l'inscription « Kharkiv » (en deux versions), puis il n'y a eu que l'inscription « Kharkiv » en majuscules, et plus tard seulement l'abréviation « HVZ ».
Tous les vélos HVZ « Ukraine » portent le numéro de série et l'année de fabrication sur le côté droit du cadre. Dans certains modèles, le numéro est également dupliqué sur la patte arrière.
En règle générale, les vélos « Ukraine » sont livrés à la vente dans un ensemble standard comprenant : une pochette à outils, une trousse de premiers soins, un porte-bagages arrière, une sonnette et une pompe. En option, il est proposé avec un porte-bagages avant, un support, un compteur kilométrique, un rétroviseur, un frein de roue avant et un éclairage.